# Archieford Gutu
Archieford Gutu est un footballeur zimbabwéen né le 5 août 1993 à Chitungwiza. Il évolue au poste de milieu avec Kalmar FF. 

## Carrière
- 2007-déc. 2008 : CAPS United ( Zimbabwe)
- jan. 2009-2009 : Shooting Stars FC ( Zimbabwe)
- 2009-2010 : Ajax Cape Town ( Afrique du Sud)
- 2010-2011 : Dynamos ( Zimbabwe)
- Depuis 2011 : Kalmar FF ( Suède)
  - 2014-déc. 2014 : IFK Värnamo ( Suède) (prêt)

## Palmarès
- Champion du Zimbabwe : 2011
- Vainqueur de la Coupe du Zimbabwe : 2008